# Bico-de-cimitarra
O bico-de-cimitarra (Rhinopomastus cyanomelas) é uma ave nativa da África subsariana. 

## Distribuição
Ocorre nos seguintes países: África do Sul, Angola, Botswana, Burundi, Eswatini, Kenya, Malawi, Moçambique, Namíbia, República Democrática do Congo, Ruanda, Somália, Tanzânia, Uganda, Zâmbia e Zimbabwe.

## Conservação
A espécie não se encontra ameaçada.